# ノールランド
ノールランド(Norrland [ˈnɔ̌rːland] ( 音声ファイル))とは、スウェーデンの地方区分の一つで、北部の9つの地方を指す。スヴェアランド、イェータランドと共にスウェーデンの歴史的地方区分を構成する。

## ノールランド内の地方
| イェストリークランド地方 Gästrikland | ノールランド |
| ヘルシングランド地方 Hälsingland     | ノールランド |
| ヘリエダーレン地方 Härjedalen        | ノールランド |
| イェムトランド地方 Jämtland          | ノールランド |
| ラップランド地方 Lappland            | ノールランド |
| メーデルパッド地方 Medelpad          | ノールランド |
| ノールボッテン地方 Norrbotten        | ノールランド |
| ヴェステルボッテン地方 Västerbotten  | ノールランド |
| オンゲルマンランド地方 Ångermanland  | ノールランド |